# Computer Magazine
Computer Magazine of CM was een Belgisch maandblad over personal computers.
Het eerste nummer verscheen in september 1991. Computer Magazine werd opgericht door Walter De Brouwer (uitgever) en Jozef Schildermans (hoofdredacteur). Het blad verscheen zowel in het Nederlands als in het Frans. Het werd oorspronkelijk uitgegeven door APT Data Services in Brussel. De oprichtende redactie bestond verder uit Ron Schuermans (adjunct-hoofdredacteur), Mark John (nieuwsredacteur), Peter Vanhoutte (eind-redacteur), Mike Hardaker (contributing editor), Johan Zwiekhorst (redactie rubriek Help!) en Sarah Morley (redactie-assistente). Het blad werd later overgenomen door Diligentia Business Press, uitgever van het weekblad Data News. Die werd op zijn beurt weer overgenomen door VNU Business Publications. Er vond redactionele samenwerking met Personal Computer Magazine uit Nederland plaats, een tijdschrift dat destijds ook eigendom van VNU was. Computer Magazine werd in 2005 stopgezet en PCM werd als vervanger naar voren geschoven.